# Кадровиця
Ка́дровиця (болг. Кадровица) — село в Кюстендильській області Болгарії. Входить до складу общини Невестино.

## Населення
За даними перепису населення 2011 року у селі проживали 47 осіб, з них 46 осіб (97,9%) — болгари.
Розподіл населення за віком у 2011 році:
Динаміка населення: